# Canon EOS M10
La Canon EOS M10 è una fotocamera mirrorless digitale (CMOS) prodotta da Canon e presentata il 13 ottobre 2015.

## Caratteristiche
- Sensore CMOS formato APS-C da 18.5 megapixel
- Display LCD TFT a colori da 3 pollici con modalità LiveView
- 49 punti di autofocus con sensori centrali a croce
- Processore DIGIC 6
- Fino a 3,5 fps fino a 53 immagini in formato JPEG o 6 in Raw.
- Sistema di pulizia del sensore integrato EOS
- Memorizzazione scatti su scheda Secure Digital